# Petrovice, Ústí nad Labem
Petrovice là một làng thuộc huyện Ústí nad Labem, vùng Ústecký, Cộng hòa Séc.